# La Chapelle-Moulière
La Chapelle-Moulière là một xã, tọa lạc ở tỉnh Vienne trong vùng Nouvelle-Aquitaine, Pháp. Xã này có diện tích 17,04 kilômét vuông, dân số năm 2006 là 594 người. Xã nằm ở khu vực có độ cao trung bình 123 m trên mực nước biển. 

## Biến động dân số
| Năm | 1962 | 1968 | 1975 | 1982 | 1990 | 1999 | 2006 |
| --- | ---- | ---- | ---- | ---- | ---- | ---- | ---- |
| Dân số | 302  | 357  | 354  | 408  | 425  | 513  | 594  |
| From the year 1962 on: No double counting—residents of multiple communes (e.g. students and military personnel) are counted only once. |      |      |      |      |      |      |      |